# Проще простого (фильм)
«Проще простого» (перс. به همین سادگی‎, Be Hamin Sādegi) — иранский художественный фильм 2008 года режиссёра Резы Миркарими. Фильм рассказывает историю женщины средних лет из Тегерана, которая сталкивается с повседневными трудностями. Действие разворачивается в течение одного зимнего дня, который становится для Тахарэ символическим испытанием.

## В ролях
- Хенгамех Гажиани — Тахарэ
- Мехран Кашани  — Амир
- Сафа Агаджани
- Парване Ахмади
- Ахмад Акеште
- Настаран Хамдам Али
- Наере Фарахани
- Нире Фархани
- Настаран Хамдамали
- Хале Хомапур
- Мохсен Хоссейни
- Мохаммад Джафар Джафарпур
- Бехнуш Халеги
- Бехнуш Садеги

## Награды и номинации
- 2008 — Международный кинофестиваль «Фаджр»: Премия «Хрустальный Симург» за лучший фильм, лучший сценарий, лучшая актриса за роль Тахарэ[1]
- 2008 — 30-й Московский международный кинофестиваль: Золотой Георгий и приз жюри российской кинокритики[2]